# NGC 4571
NGC 4571 је спирална галаксија у сазвежђу Береникина коса која се налази на NGC листи објеката дубоког неба.
Деклинација објекта је + 14° 13' 3" а ректасцензија 12h 36m 56,4s. Привидна величина (магнитуда) објекта NGC 4571 износи 11,2 а фотографска магнитуда 11,9. Налази се на удаљености од 16,8000 милиона парсека од Сунца. NGC 4571 је још познат и под ознакама IC 3588, UGC 7788, MCG 2-32-156, IRAS 12344+1429, CGCG 70-194, VCC 1696, PGC 42100.